# Vienna Ring Tram
A bécsi Vienna Ring Tram egy városnéző villamosjárat volt, ami Bécs egyik látnivalójaként is ismert körútján, a Ringnen és a Franz-Josef-Kain  haladt egy kört. Kijelölt végállomása Schwedenplatz metróállomásnál volt, köztes megállóhelyeken nem állt meg. Az utazás ideje alatt az utasok a német és az angol nyelv mellett hat másikon is információkat szerezhettek a nevezetességekről, ami mellett a jármű elhaladt. A viszonylat normál díjszabással nem volt igénybe vehető. 

## Járművek
A viszonylaton egyedi arculatú, szóló SGP E1 típusú villamosok közlekednek (4866 és 4867-es pályaszámúak). A kocsik külseje eltér a bécsi villamosok jellemzően piros-fehér arculatától sárga külsejével, belső tere szintén különbözik a többi járműhöz képest.

## Története
A Vienna Ring tram 2009-ben állt forgalomba, útvonala megegyezett a régi 1-2-es villamosjárattal, amely régen szintén a Ringen járt körbe.  A városnéző járat igazán népszerű lett, 2015-ben ünnepelték a négyszázezredik utast.
A Wiener Linien a koronavírus-járványra hivatkozva a viszonylatot átmenetileg leállította, majd annak elmúltával sem indította újra a járatot.